# Lipka-Tataren

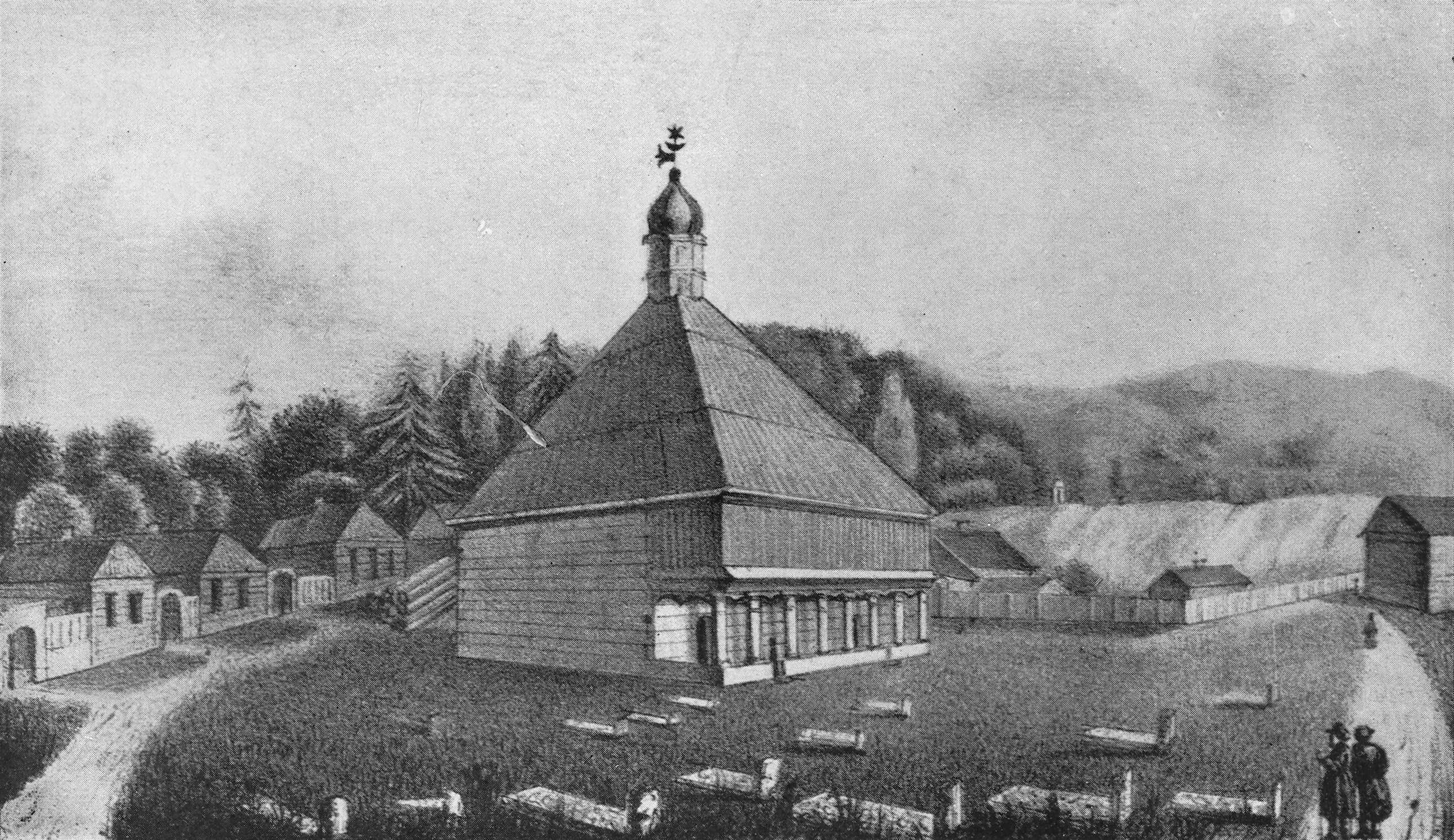
Moschee bei Vilnius (1830)

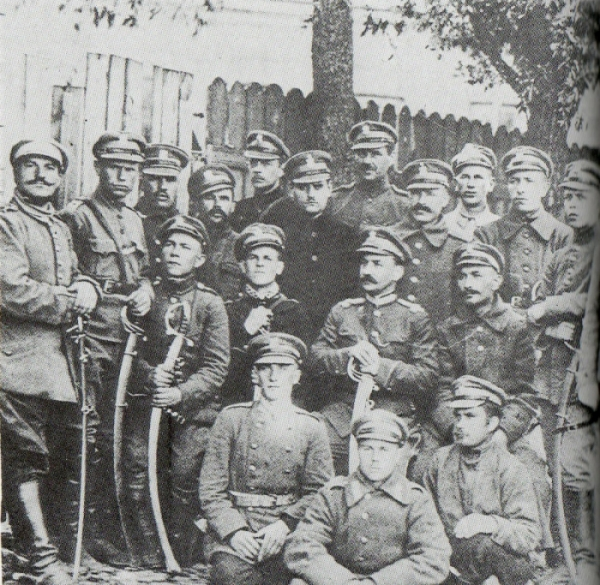
Tataren in der polnischen Armee (1919)

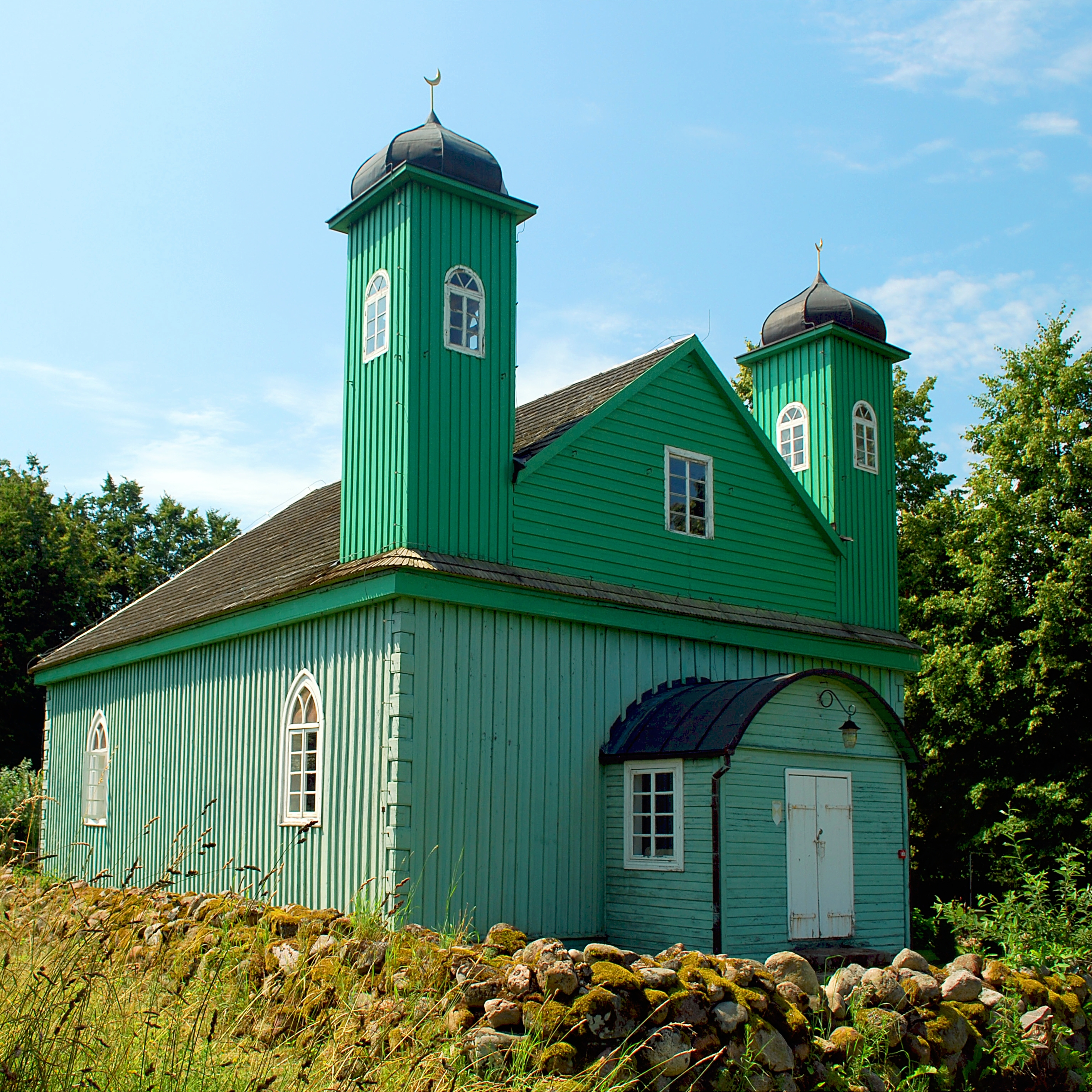
Dörfliche Moschee in Kruszyniany

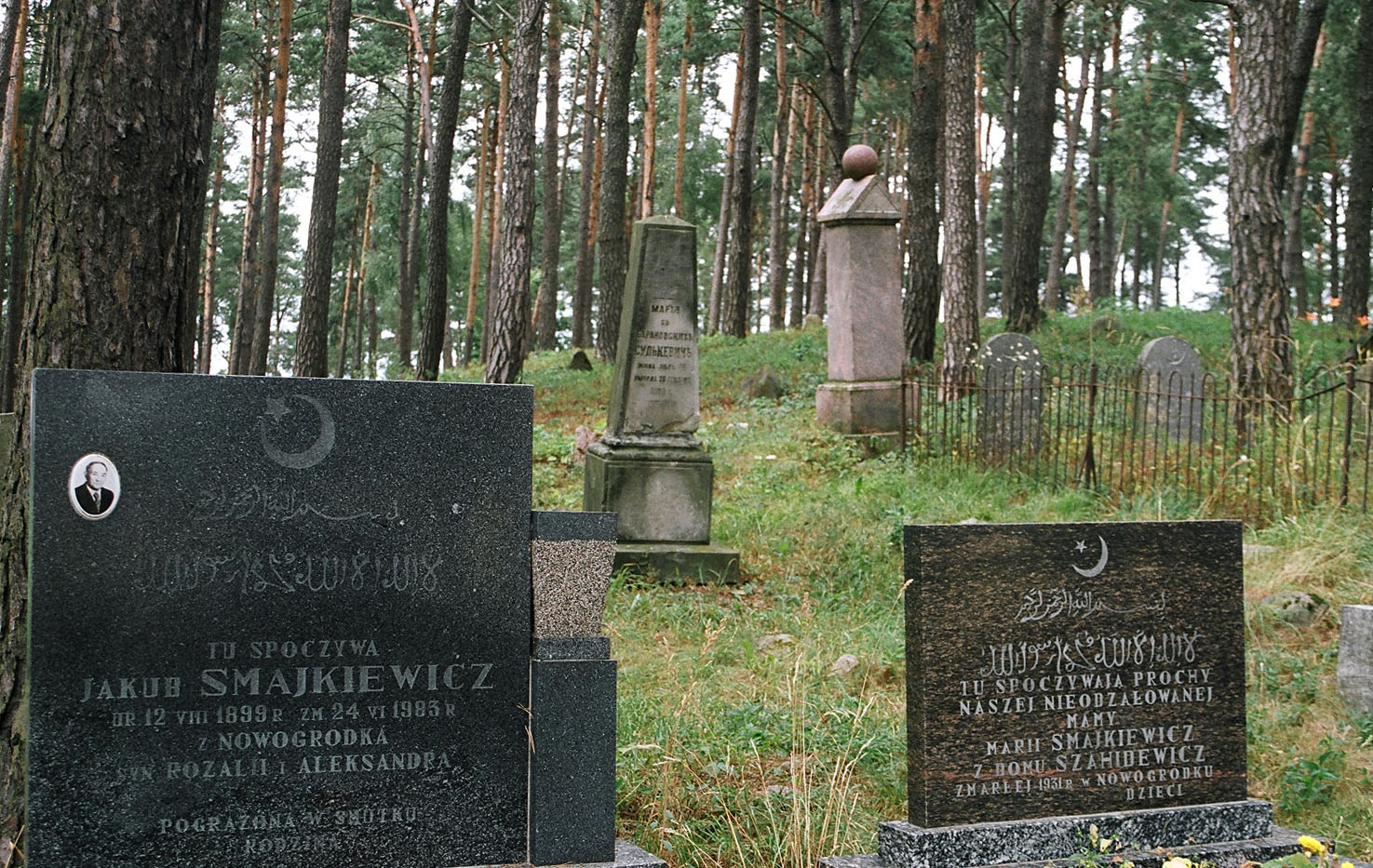
Friedhof im Powiat Sokólski (2006)

Die Lipka-Tataren (Lipka ist krimtatarisch für Litauen), auch bekannt als weißrussische Tataren, belarussische Tataren, litauische Tataren oder polnische Tataren, sind eine Gruppe von Tataren, die sich zu Beginn des 14. Jahrhunderts auf dem Gebiet des damaligen Großfürstentums Litauen ansiedelten.

## Geschichte
Die ersten Tataren kamen als Flüchtlinge, die entgegen der fortschreitenden Islamisierung weiter dem ursprünglichen Schamanismus anhingen und bei den noch nicht christianisierten Litauern Zuflucht suchten. Zum Ende des 14. Jahrhunderts wanderte eine weitere Welle von Tataren, diesmal muslimischen Glaubens, auf Einladung von Großfürst Vytautas in das Großfürstentum ein. Diese zweite Welle siedelte sich anfangs im Gebiet um die Städte Vilnius, Trakai, Hrodna und Kaunas an und verteilte sich in den folgenden Jahrhunderten von dort über das gesamte Gebiet des Großfürstentums und später des vereinigten Polen-Litauens. Dieses Gebiet wird heute etwa von den Staaten Litauen, Polen, Ukraine und Belarus eingenommen. Von Anfang an waren die Tataren in Litauen als Lipka-Tataren bekannt. Während sie ihren muslimischen Glauben beibehielten, verhielten die Lipka-Tataren sich ihrem später christlichen Heimatland Polen-Litauen gegenüber loyal und stellten im Kriegsfall häufig Truppen. So kämpften spätestens seit der Schlacht bei Tannenberg Einheiten leichter tatarischer Kavallerie in annähernd allen größeren militärischen Konflikten Litauens und Polens.

## Herkunft
Der Ursprung der Lipka-Tataren kann auf die Nachfolgereiche des Mongolischen Reiches, die Blaue und Goldene Horde sowie das Krimkhanat und das Khanat Kasan zurückgeführt werden. Sie nahmen kurz nach ihrer Ansiedelung die Rolle einer höheren Militärkaste ein, machten sich später jedoch auch einen Ruf als fähige Handwerker, Bauern und Pferdezüchter.
Die ersten Tataren ließen sich im 14. Jahrhundert in der Region um Vilnius nieder. Im 17. Jahrhundert kämpften Tataren von der Halbinsel Krim (Krimtataren) auf Seiten der Adelsrepublik Polen-Litauen gegen die Osmanen. König Jan Sobieski verfügte nicht über ausreichend finanzielle Mittel, um Kriegssold an die Tataren für ihre Dienste zu bezahlen. Also entschädigte er diese, indem er ihnen Land in Podlachien, genauer die Orte Kruszyniany, Nietupa, Łużany und Poniatowicze übereignete. Daraufhin wanderten 1679 die ersten 45 tatarischen Familien in diese Region ein. Tataren bezahlten keine Steuern, allerdings musste jede Familie einen berittenen Soldaten für die Armee stellen. Den Männern war es gestattet, sich eine Einheimische zur Frau zu nehmen und ihre Kinder muslimisch zu erziehen. Dazu erhielten die Tataren die Namen und die Rechte von Adligen, weshalb viele heute slawische Nachnamen tragen.

## Sprache
Die Lipka-Tataren nahmen die ruthenische Sprache, später die belarussische Sprache an. Sie nutzten jedoch bis in die 1930er Jahre die arabische Schrift für ihr belarussisches arabisches Alphabet. Neben der Annahme slawischer Nachnamen wurden andere tatarische Namen nur polonisiert und lassen heute noch die ursprüngliche Herkunft erkennen, beispielsweise: Abakanowicz, Achmatowicz, Chazbijewicz und Musatowicz.

## Aktuelle Situation
In der Woiwodschaft Podlachien leben etwa 3000 Tataren. Vor allem auf dem Land gibt es einige muslimische Gemeinden, zum Beispiel in Kruszyniany, wo eine Moschee existiert. Dort berichten Anhänger, dass es hin und wieder zu Ausschreitungen gegen Institutionen der Gemeinden kommt, man sich aber insgesamt mit den katholischen Nachbarn gut verstehe. In Belarus leben ca. 6000 und in Litauen (vor allem um die Region der Hauptstadt Vilnius) ca. 4000 Lipka-Tataren.
Nach Angaben des Deutschlandfunks sollen sich die meisten Lipka-Tataren in erster Linie als Polen bezeichnen und erst dann als Muslime. Nur 500 betrachten sich noch heute als „reine“ Tataren statt als Polen und sprechen einen belarussischen Dialekt.

## Persönlichkeiten
- Jerzy Edigey (1912–1983), polnischer Schriftsteller
- Jakub Szynkiewicz (1884–1966), polnischer Mufti
- Magdalena Abakanowicz (1930–2017), polnische Bildhauerin und Textilkünstlerin
- Osman Achmatowicz (1899–1988), polnischer Chemiker